# Dario Špikić
Dario Špikić (Zagreb, 22 de marzo de 1999) es un delantero croata que milita en el Aris Salónica F. C. de la Superliga de Grecia.
Ha pasado por otros equipos como HNK Gorica, Hrvatski Nogometni Klub Hajduk Split y la cantera del Građanski Nogometni Klub Dinamo Zagreb

## Dinamo Zagreb
Su carrera comenzó en la cantera de este club donde jugó la gran parte de su vida , después paso por otros clubes donde llegaría otra vez al Građanski Nogometni Klub Dinamo Zagreb
| Equipos              | Temp    | PJ |   |   |   |   |
| -------------------- | ------- | -- | - | - | - | - |
| Dinamo Zagreb        | 2022/23 | 29 | 4 | 3 | 0 | 0 |
| Dinamo Zagreb        | 2021/22 | 29 | 2 | 1 | 1 | 0 |
| Dinamo Zagreb II     | 2017/18 | 18 | 1 | 0 | 1 | 0 |
| Dinamo Zagreb II     | 2016/17 | 9  | 2 | 0 | 1 | 0 |
| Dinamo Zagreb Sub-19 | 2016/17 | 6  | 1 | 2 | 0 | 0 |

## Hrvatski Nogometni Klub Hajduk Split
Después de su paso por la cantera del Građanski Nogometni Klub Dinamo Zagreb se fue traspasado a coste cero al Hrvatski Nogometni Klub Hajduk Split  donde estuvo 3 años 
| Hajduk Split II  | 2019/20 | 10 | 1 | 0 | 1 | 1 |
| Hajduk Split II  | 2018/19 | 20 | 3 | 0 | 1 | 0 |
| HNK Hajduk Split | 2018/19 | 1  | 0 | 0 | 0 | 0 |

## HNK Gorica
Paso 2 años por este club y después se volvió a ir a coste cero al Građanski Nogometni Klub Dinamo Zagreb donde ya sería para jugar en el 1 equipo.
| HNK Gorica | 2020/21 | 37 | 7 | 5 | 3 | 0 |
| HNK Gorica | 2019/20 | 15 | 0 | 0 | 2 | 0 |